# Livingston (Schotland)
Livingston is de vierde naoorlogse new town gebouwd in Schotland. De plaats ligt ongeveer 25 km ten westen van Edinburgh en 50 km ten oosten van Glasgow, en grenst aan Broxburn in het noordoosten en Bathgate in het noordwesten. Livingston telt ongeveer 65.770 inwoners en behoort tot West Lothian.

## Sport
- Livingston FC, voetbalclub

## Geboren
- Peter Wright (10 maart 1970), darter
- Scott Arfield (1 november 1988), voetballer
- Elise Christie (13 augustus 1990), shorttrackster
- Nina Nesbitt (11 juli 1994), zangeres

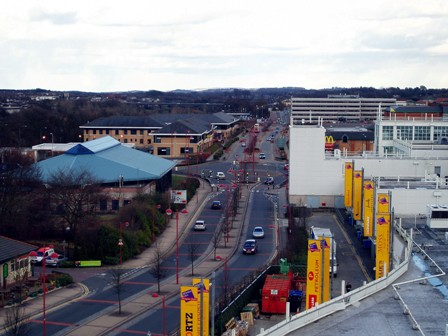
Centrum: Almondvale Boulevard